# Brestovany
Brestovany es un municipio del distrito de Trnava en la región de Trnava, Eslovaquia, con una población estimada a final del año 2024 de 2507 habitantes.
Se encuentra ubicado en el centro de la región, cerca del río Váh (cuenca hidrográfica del Danubio) y de la frontera con la región de Bratislava.

## Demografía
| Año        | 1994 | 2004    | 2014     | 2024    |
| ---------- | ---- | ------- | -------- | ------- |
| Población  | 1868 | 2015    | 2554     | 2507    |
| Diferencia |      | +7,86 % | +26,74 % | −1,84 % |

| Año        | 2023 | 2024    |
| ---------- | ---- | ------- |
| Población  | 2518 | 2507    |
| Diferencia |      | −0,43 % |